# Minh Le
Minh Le är en datorspelsutvecklare känd under smeknamnet Gooseman. Minh Le föddes den 27 juni 1977, och har gjort sig känd bland annat för att ha varit medskapare till en version av datorspelet Counter-strike som utkom år 1999.

## Karriär
Intresse för datorspel utvecklades tidigt hos Minh Le, och i en intervju berättar Minh att han var omkring 8 år när han blev en "gamer".
Vid 21 års ålder började Minh Le utveckla datorspelet Counter-strike, samtidigt som han läste sitt fjärde år på Simon Fraser University. Han studerade på heltid samtidigt som han skapade spelet, och berättar i en intervju att han trots heltidsstudier la ner mer tid på att utveckla Counter-strike, man att han ändå lyckades få helt okej betyg i skolan. Det var delvis möjligt tack vare att han under en period kunde arbeta med Counter-strike som en form av skolprojekt.
Minh Le började efter sin examen från Simon Fraser University att arbeta för det amerikanska spelföretaget Valve med olika projekt som var kopplade till spelet Counter-strike. Tanken var att det skulle resultera i ett Counter-strike 2, men Minh Le och Valve bestämde sig efter ett tag för att lägga det projektet på hyllan. Minh slutade arbeta för Valve när de lade ner arbetet av ett Counter-strike 2, och valde istället att fokusera på egna projekt.
Efter att han hade sagt upp sig från Valve flyttade han hem till sina föräldrar där han bodde i källaren för att spara pengar och arbeta på sina egna projekt. Han arbetade då på ett spel där han hade skapat allt själv från grunden – från kodning till speldesign. I en intervju berättar han att det var en stor utmaning utan någon hjälp utifrån.
2008 flyttade Minh till Sydkorea efter att genom en vän ha kommit i kontakt med en sydkoreansk affärsman med kapital som ville ge sig in i spelindustrin. Samarbetet med affärsmannen gav Minh möjlighet att skaffa sig ett kontor samt gav honom ett tillräckligt stort kapital för att starta upp ett företag där han även kunde anställa en programmerare och några deltids-anställda.
2013 släppte Minh Le sitt helt egna spel "Tactical Intervention". Det liknar Counter-strike i sin utformning, och var enligt Minh Le själv en dröm som gick i uppfyllelse då han länge hade längtat efter att släppa ett helt eget spel där han kunde styra över alla små detaljer, något som inte var möjligt när han arbetade med Counter-strike.
Mellan oktober 2013 och februari 2018 arbetade Minh Le på FacePunch Studios där han bland annat utvecklade överlevnadsspelet Rust.

### Fotnoter
1. ↑  Counter Strike Creator Talks Tactical Intervention (på engelska), 11 november 2010, läs online.[källa från Wikidata]
2. 1 2 3  ”Gooseman Counter-Strike Interview”. 16 oktober 2006. Arkiverad från originalet den 16 oktober 2006. https://web.archive.org/web/20061016234229/http://www.firingsquad.com/features/gooseint/. Läst 6 mars 2018.
3. ↑  Le, Minh (2:41 PM - 3 Dec 2015). ”@PaulBennDarias 1977”. @GoosemanCS. https://twitter.com/GoosemanCS/status/672546331093680129. Läst 6 mars 2018.
4. ↑  ”Counter-Strike’s co-creator likes keeping out of the limelight” (på amerikansk engelska). VentureBeat. 6 juli 2016. https://venturebeat.com/2016/07/06/counter-strikes-creator-likes-keeping-out-of-the-limelight/. Läst 6 mars 2018.
5. 1 2 3 4  Min, Ben (28 september 2009). ”The Next Counterstrike” (på amerikansk engelska). IGN. http://www.ign.com/articles/2009/09/28/the-next-counterstrike. Läst 6 mars 2018.
6. 1 2  ”Tactical Intervention”. Metacritic. http://www.metacritic.com/game/pc/tactical-intervention. Läst 6 mars 2018.
7. ↑  ”Minh Le”. Facepunch. Arkiverad från originalet den 16 augusti 2017. https://web.archive.org/web/20170816193923/https://wwww.facepunch.com/team/member/minh.le/. Läst 6 mars 2018.
8. ↑  ”Devblog 196”. Rust. https://rust.facepunch.com/blog/devblog-196/#Goosey_Going. Läst 6 mars 2018.